# Kursächsische Postmeilensäule Belgern

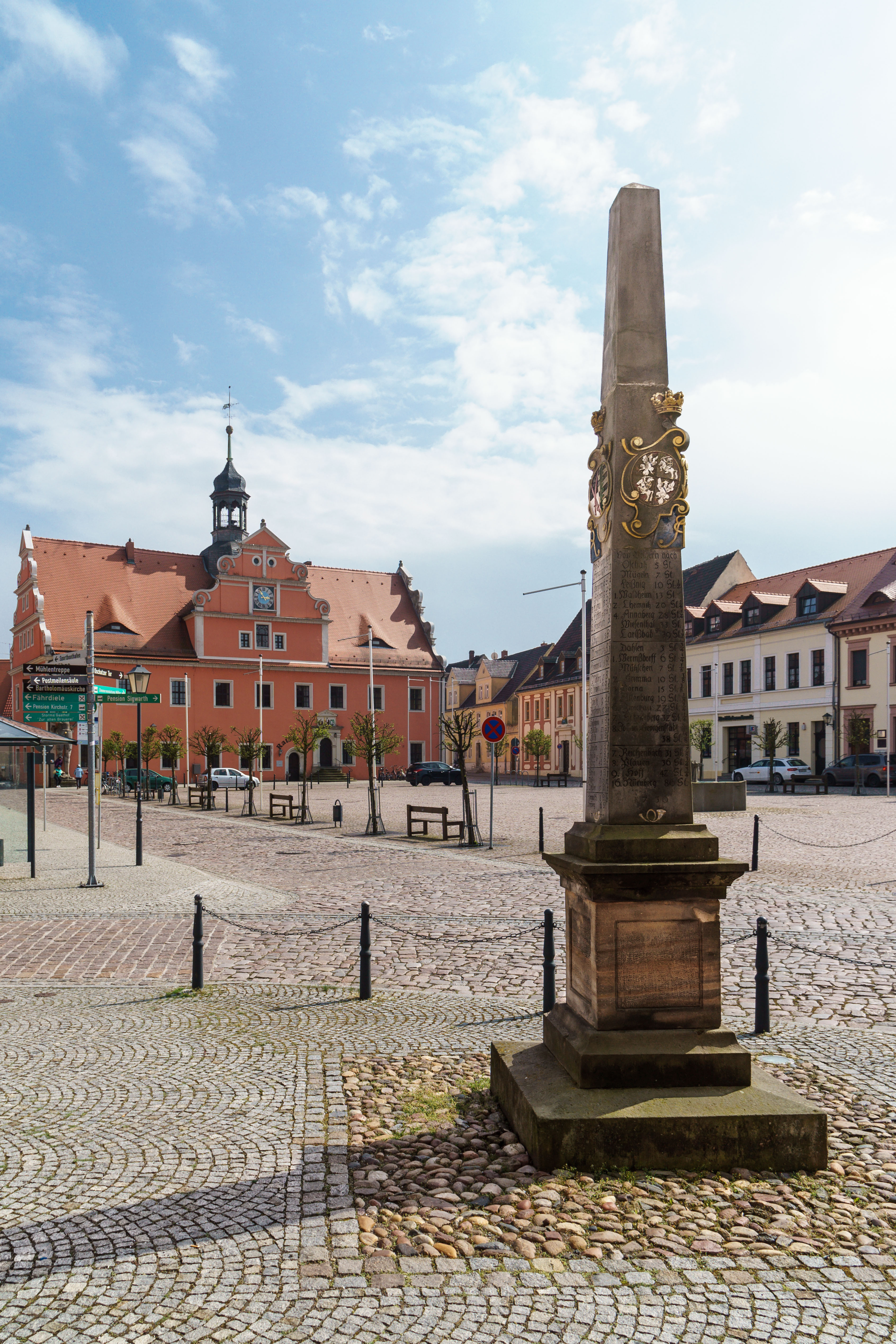
Distanzsäule in Belgern, 2016

Die kursächsische Postmeilensäule Belgern gehört zu den Postmeilensäulen, die im Auftrag des Kurfürsten Friedrich August I. von Sachsen durch den königlich-polnischen und kurfürstlich-sächsischen Land- und Grenzkommissar Adam Friedrich Zürner in der 1. Hälfte des 18. Jahrhunderts im Kurfürstentum Sachsen errichtet worden sind. Die wappengeschmückte Distanzsäule befindet sich auf dem Markt an der Einmündung der Elbstraße im sächsischen Ort Belgern im Landkreis Nordsachsen.

## Geschichte
Die Säule wurde 1730 auf dem Markt aufgestellt. Der beauftragte Steinmetz war Johann Georg Schuhmacher aus Torgau. Restaurierungen fanden 1798 und 1927 statt. Aufgrund der starken Verwitterung musste die Säule 1963 abgebaut werden. Das Original wurde 1966 durch eine Kopie ersetzt, die auf dem Topfmarkt aufgestellt wurde. Der Originalschriftblock und das originale Wappenstück befinden sich im städtischen Heimatmuseum. Seit der letzten Restaurierung steht die Distanzsäule wieder am Marktplatz.

## Aufbau
Die Distanzsäule besteht aus sieben Teilen. Sockel, Postament und Postamentbekrönung bilden den Unterbau. Der Oberbau besteht aus Zwischenplatte, Schaft, Wappenstück und Spitze.